# Batalla de Farsalo (1277)
La batalla de Farsalo ocurrió a finales de 1277 en los campos de Farsalo en Tesalia, entre un ejército invasor bizantino comandado por el gran estratopedarca Juan Sinadeno y el gran conostaulo Miguel Cabalario, y las fuerzas de Juan I Ducas, el gobernante de Tesalia. Esta era la campaña bizantina contra Tesalia de mayor calado desde el fracaso de la anterior expedición en la batalla de Neopatria (fechada entre 1273-1275), y resultó en una victoria aplastante para Juan Ducas: Sinadeno fue capturado, mientras que Cabalario murió poco después debido a sus heridas.